# Steinreihe von Knockanoura

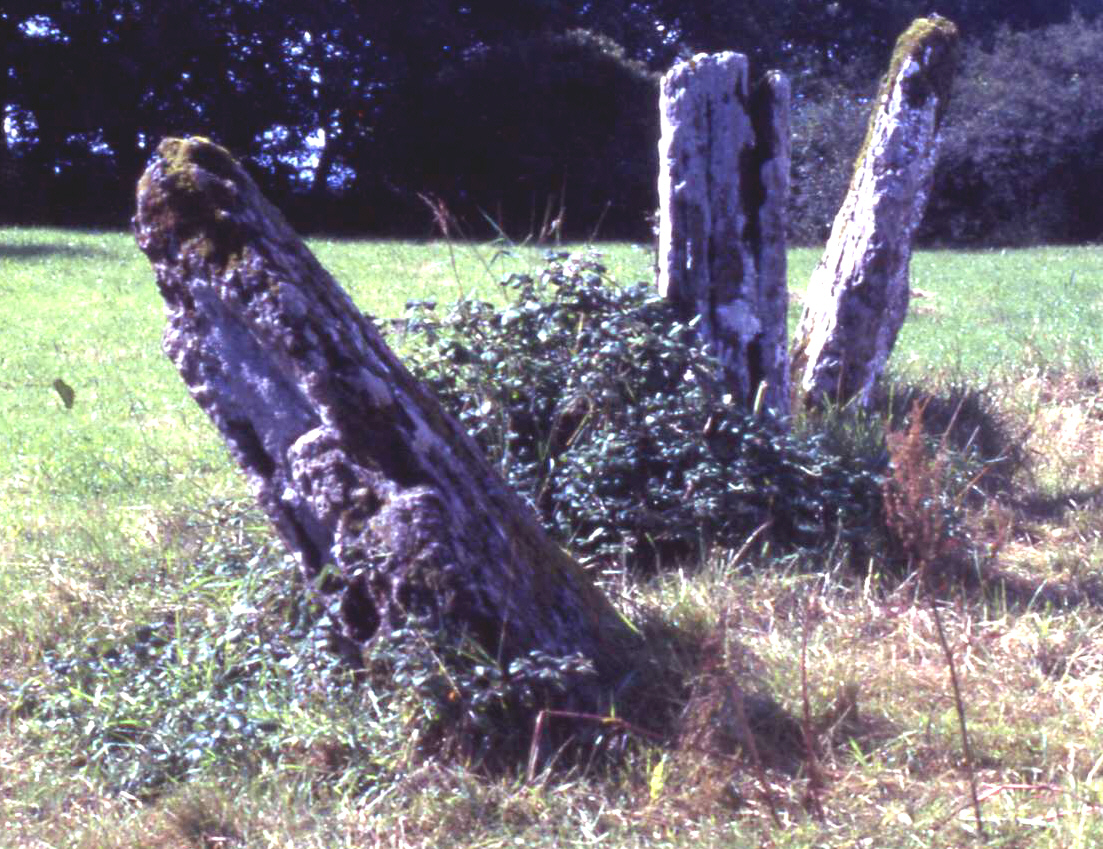
Steinreihe von Knockanoura in Clooney – 2003

Die Steinreihe von Knockanoura (auch irisch Cnoc na bhFear Bréige, Knocknafearbreaga oder The False Men („Hügel der falschen Männer“) genannt) liegt auf einem hohen Kamm, unmittelbar südöstlich der Clooney National School, im Townland Knockanoura (irisch Cnoc an Amhra) in Carrahan, 6,7 km westlich von Tulla im Süden des County Clare in Irland.
Die etwa 4,2 m lange Nordost-Südwest orientierte Steinreihe besteht aus drei etwa 1,7 m hohen, an beiden Enden schief stehenden, dreieckigen Steinen.

## Legende
Die Bezeichnung The False Men (dt. Scheinmännerner) hielten sie nach einer Legende. Ein Mönch, der mit dem Bau der Kirche in Tulla beschäftigt war, hörte das Brüllen eines Bullen, der von drei Dieben angegriffen wurde. Er kniete nieder und betete und verfluchte die Person, die sein Tier verletzen wollten. Die Diebe wurden niedergeschlagen und wurden zu den Farbreags (irisch fir bréige) oder Scheinmännern.